# Buchhof (Mittelneufnach)

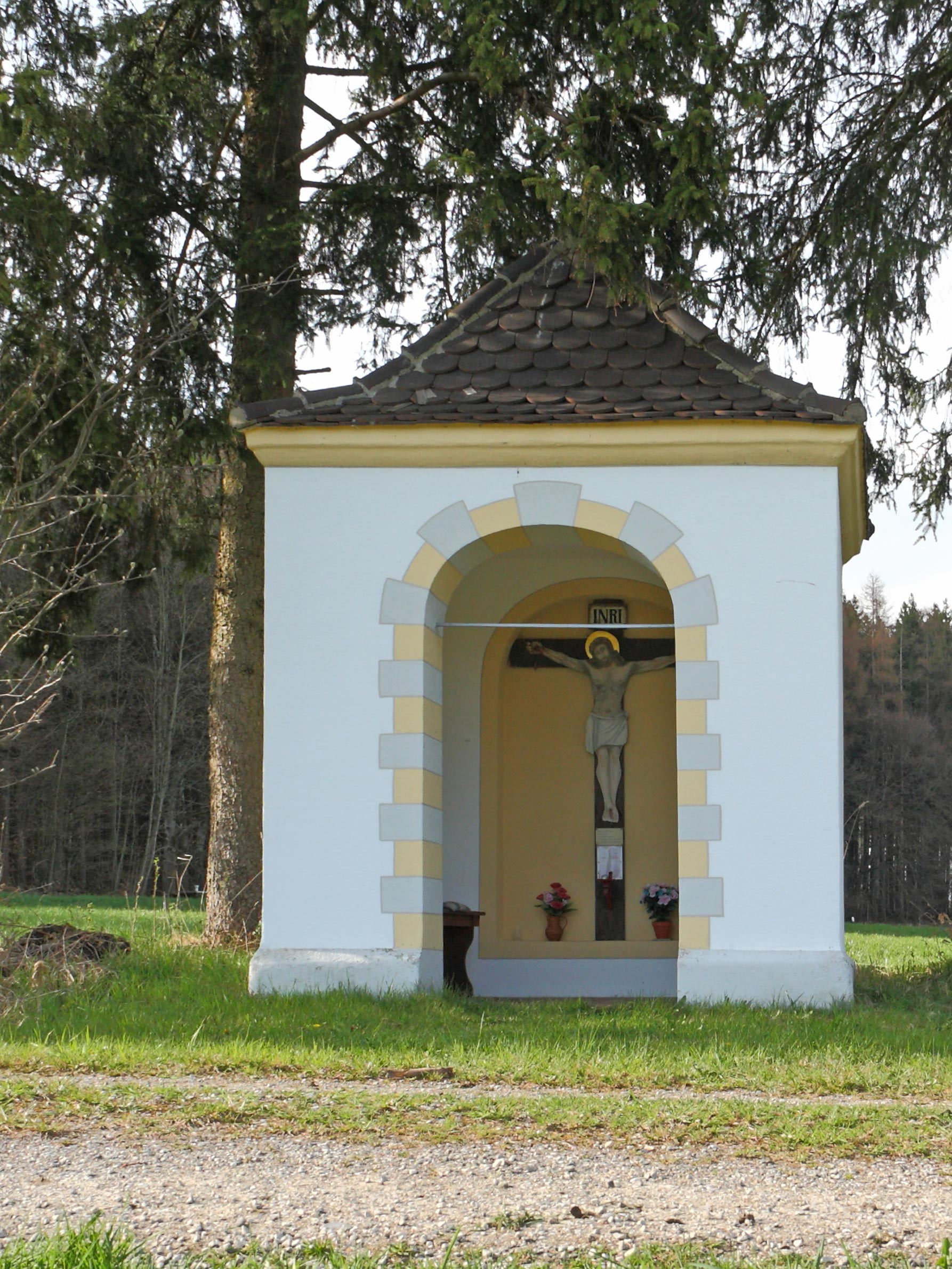
Feldkapelle in Buchhof

Buchhof ist ein Gemeindeteil von Mittelneufnach im Landkreis Augsburg in Bayern. Der Weiler liegt circa zwei Kilometer südwestlich von Mittelneufnach.

## Baudenkmäler
Siehe: Liste der Baudenkmäler in Buchhof
- Feldkapelle aus dem 18. Jahrhundert